# Gullgruva
Gullgruva, f.d. järnbruk i Söderala socken (nuvarande Söderhamns kommun), Hälsingland. Kyrkligt tillhörde dock bruket Skogs församling fram till 1928. Gullgruva bruk grundades 1693 då två av Ljusne bruks hamrar flyttades över till Gullgruva. Anledningen till detta var att behövlig vattenkraft kunde erhållas vid Billingens och Småbillingarnas utflöde i Järvsjön. Bruket ska ha sysselsatt ett hundratal man innan det nedlades 1870. 
Vid Gullgruva inrättade 1896 bröderna Justus och Emil Wockatz en uppfostringsanstalt för vanartiga gossar, vilken 1905 jämte insamlade fonder överlämnades till Gävleborgs läns landsting. Numer är området känt för sina fina och rena fiskevatten, framförallt Gäddsjön, Kroktjärn och Billingsjöarna men också Norra Ljussjön och Södra Ljussjön. Här finns både abborre, gädda och öring.